# せたのりやす
せた のりやすは、日本の漫画家。

## 作品リスト

### 漫画
- 錠前戦士キーマスター 学習研究社、ノーラコミックスPockeシリーズ全5巻（コミックPocke1993年4月号 - 1998年2月号）
- 爆炎CAMPUSガードレス 集英社、ジャンプジェイブックス全1巻（月刊Vジャンプ連載）
- ガンドライバー （原作・ビトウゴウ） メディアワークス、電撃コミックス全8巻（月刊コミック電撃大王1994年春号(創刊号) - 2000年11号）
- 神魂合体ゴーダンナー!! 電撃コミックス全2巻（月刊コミック電撃大王連載）
- スーパーロボット大戦 ORIGINAL GENERATION THE ANIMATION 電撃コミックス全1巻（電撃ホビーマガジン連載）
- ゼーガペインXOR 電撃コミックス全1巻（Side-B・N連載）
- 無敵王トライゼノンBLAZE 角川書店、角川コミックス・ドラゴンJr.全3巻（月刊ドラゴンジュニア連載）
- Poor2（ぷあぷあ）～せたのりやす作品集～  アップロードシナジー、短編集

### 挿絵
- 爆炎CAMPUSガードレス（あかほりさとる／集英社 スーパーファンタジー文庫、全4巻 ）
- チキチキシリーズ
  - チキチキ美少女神仙伝!（嬉野秋彦 ／角川スニーカー文庫、全7巻）
  - チキチキのわ～る烈風伝!!（嬉野秋彦／ファミ通文庫、全7巻）

### キャラクターデザイン
- 英雄志願 Gal Act Heroism（マイクロキャビン）
- スーパーレッスルエンジェルス（イマジニア）※一部キャラクターのみ
- デビルフォース（コンパイル）※パッケージ・マニュアル作画のみ